# 1935 год в музыке

## События
- Апрель — выпущен электрический орган Хаммонда
- 1 сентября — в Мадриде состоялась премьера второго скрипичного концерта Сергея Прокофьева
- Начало музыкальной карьеры Фрэнка Синатры
- Начало музыкальной карьеры Эллы Фицджеральд

## Выпущенные альбомы
- Rhythm saved The World (Луи Армстронг)

## Родились

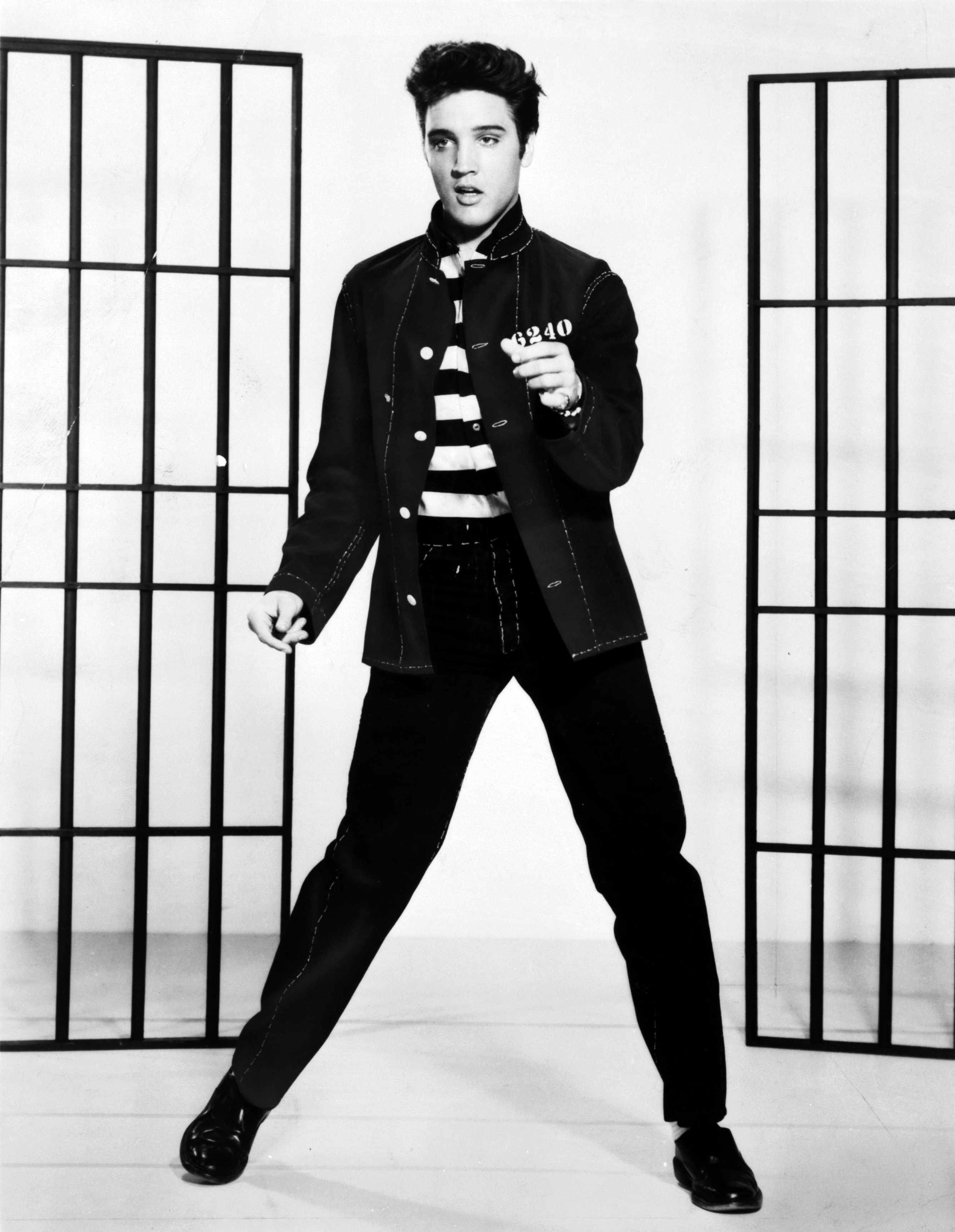
Элвис Пресли

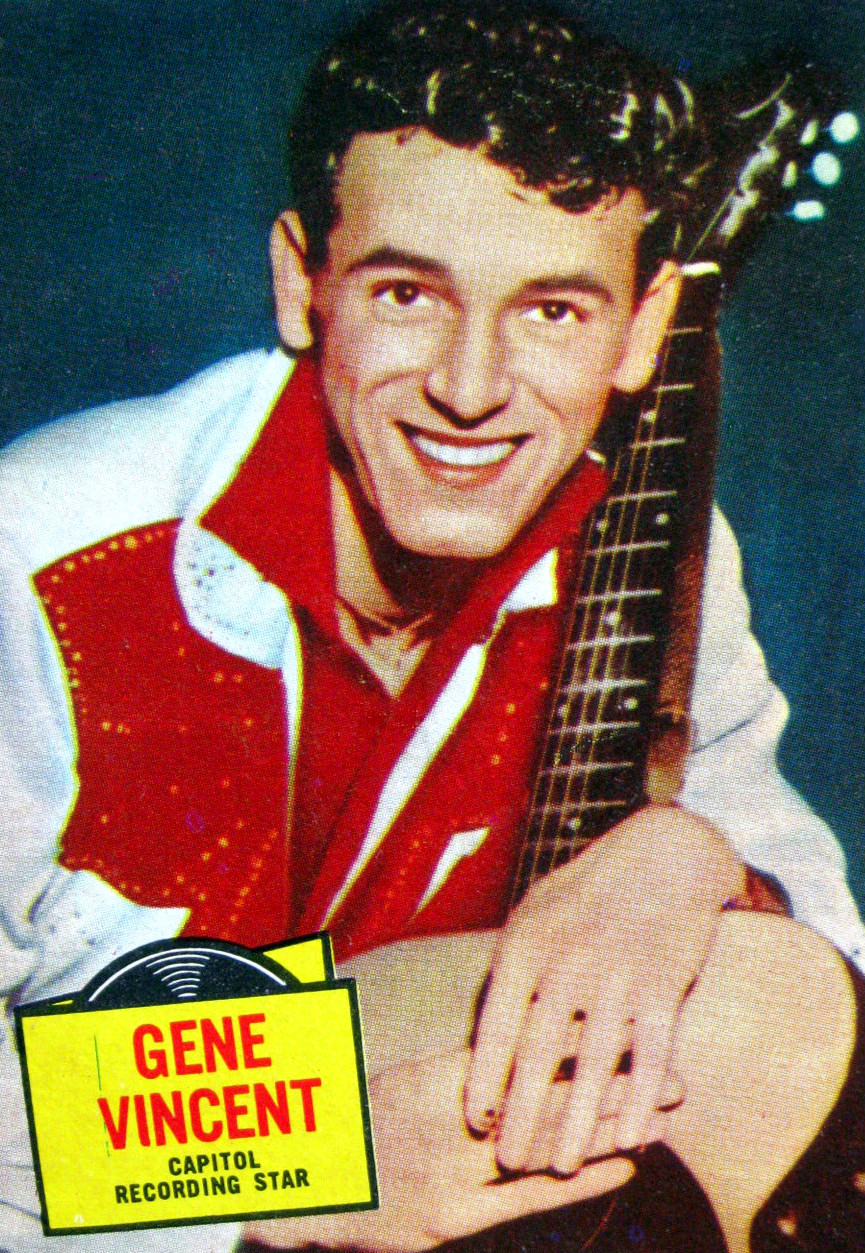
Джин Винсент

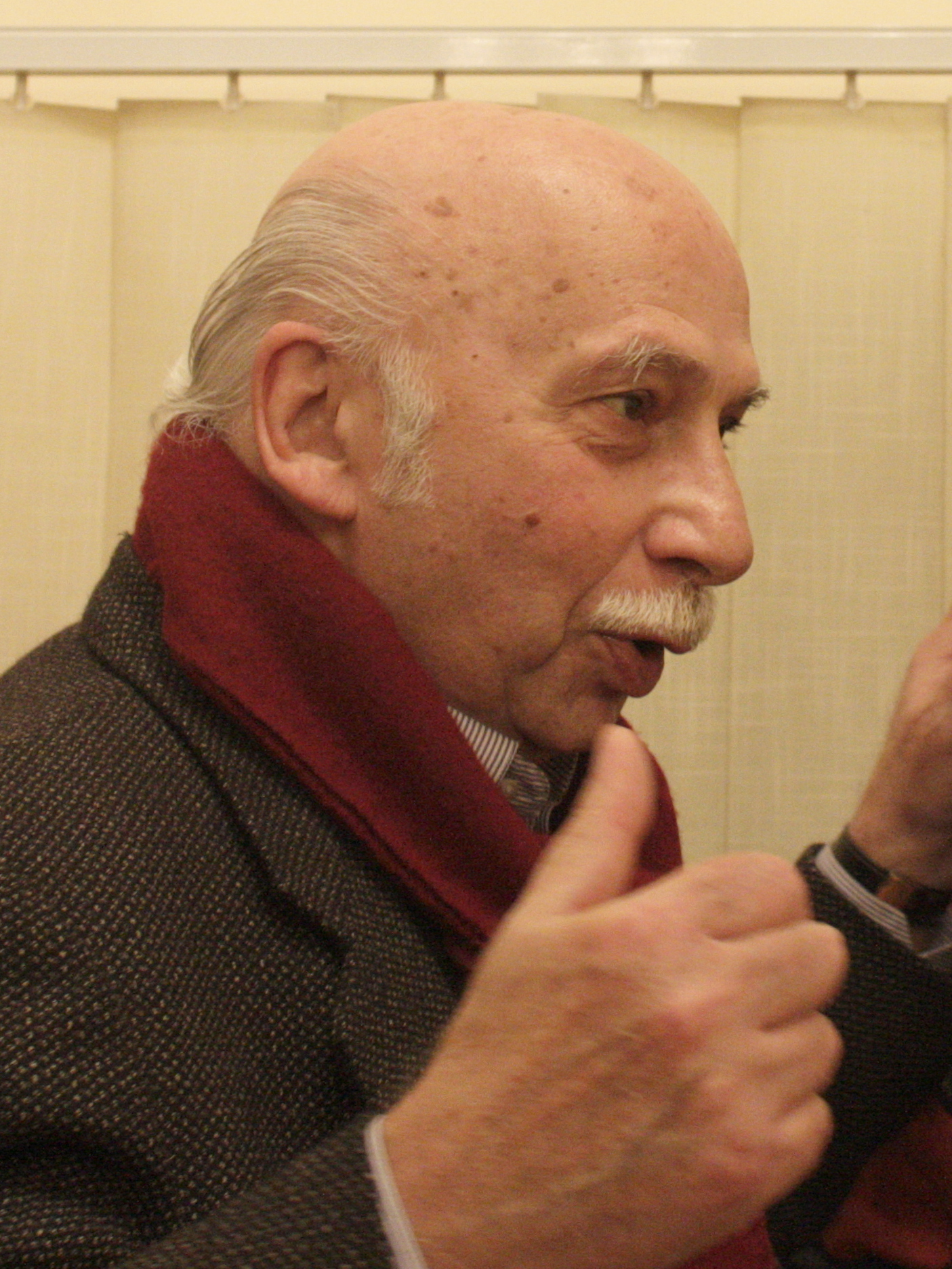
Гия Канчели

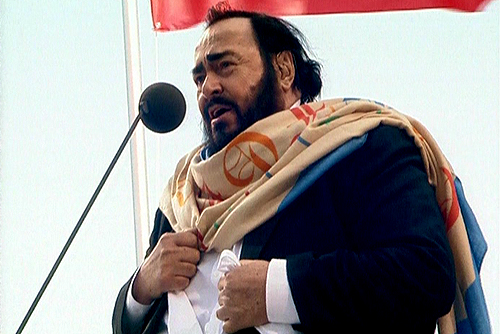
Лучано Паваротти

### Январь
- 5 января — Виктор Лебедев (ум. 2021) — советский и российский композитор и музыкальный педагог
- 8 января — Элвис Пресли (ум. 1977) — американский певец, музыкант и актёр
- 10 января — Ронни Хокинс (ум. 2022) — американский певец, музыкант и автор песен
- 24 января — Геннадий Бойко (ум. 2021) — советский и российский певец
- 30 января — Вольфганг Бёттхер (ум. 2021) — немецкий виолончелист

### Февраль
- 8 февраля — Юрий Бирюков (ум. 2021) — советский и российский музыковед, композитор и поэт
- 10 февраля — Теодорос Антониу (ум. 2018) — греческий композитор, дирижёр, скрипач и педагог
- 14 февраля — Патрисия Бредин (ум. 2023) — британская певица и актриса
- 15 февраля
  - Александр Лобановский (ум. 2015) — советский и российский бард
  - Ильгам Шакиров (ум. 2019) — советский и российский татарский певец
- 18 февраля
  - Геннадий Гладков (ум. 2023) — советский и российский композитор и музыкальный педагог
  - Сергей Кортес (ум. 2016) — советский и белорусский композитор
- 27 февраля — Мирелла Френи (ум. 2020) — итальянская оперная певица (лирическое сопрано)

### Март
- 1 марта — Пурэвжавын Хаянхярваа (ум. 2020) — монгольский композитор
- 20 марта — Сэм Лэй (ум. 2022) — американский барабанщик и вокалист
- 22 марта — Иван Христофоров (ум. 2018) — советский и российский певец
- 25 марта
  - Алевтина Корзенкова (ум. 2002) — советская и белорусская артистка балета и балетный педагог
  - Рузалия апа (ум. 2018) — российская татарская певица
  - Жузеп Соле (ум. 2022) — испанский композитор, музыковед и музыкальный педагог
- 30 марта — Джон Итон (ум. 2015) — американский композитор
- 31 марта
  - Херб Алперт — американский трубач, композитор и бизнесмен, сооснователь лейбла звукозаписи A&M Records
  - Адольф Дрезен (ум. 2001) — немецкий театральный и оперный режиссёр

### Апрель
- 5 апреля — Питер Грант (ум. 1995) — британский антрепренёр, бизнесмен, актёр и менеджер
- 6 апреля
  - Александр Алшутов (ум. 1999) — советский и российский поэт, автор текстов песен
  - Фред Бонгусто (ум. 2019) — итальянский композитор и певец
- 13 апреля — Леонарда Бруштейн (ум. 1999) — советская и российская скрипачка
- 19 апреля — Дадли Мур (ум. 2002) — британский актёр, комик, композитор и пианист
- 25 апреля — Лола Новакович (ум. 2016) — югославская и сербская певица

### Май
- 3 мая — Айно Балыня (ум. 2023) — советская, эстонская и латвийская певица
- 8 мая — Джерри Мосс (ум. 2023) — американский предприниматель, сооснователь лейбла A&M Records
- 9 мая
  - Анри Горайеб (ум. 2021) — французский пианист и музыкальный деятель ливанского происхождения
  - Лев Сивухин (ум. 2001) — советский и российский хоровой дирижёр
  - Игорь Цветков (ум. 2000) — советский и российский композитор
  - Ноки Эдвардс[англ.] (ум. 2018) — американский музыкант, гитарист группы The Ventures
- 12 мая — Роберт Уразгельдеев (ум. 2015) — советский и киргизский артист балета, хореограф и балетмейстер
- 13 мая — Чарльз Трегер (ум. 2023) — американский скрипач
- 17 мая — Анатолий Шекера (ум. 2000) — советский и украинский артист балета и балетмейстер
- 26 мая
  - Джин Винсент (ум. 1971) — американский певец, гитарист и автор песен
  - Джансуг Кахидзе (ум. 2002) — советский и грузинский дирижёр, композитор и певец
- 27 мая — Вера Аношина (ум. 2017) — советская и российская певица
- 29 мая — Сильвия Робинсон (ум. 2011) — американская певица и музыкальный продюсер

### Июнь
- 5 июня
  - Миша Менгельберг (ум. 2017) — нидерландский джазовый пианист и композитор
  - Энн Пэшли (ум. 2016) — британская легкоатлетка и оперная певица (сопрано)
- 20 июня — Ви Сабверса (ум. 2016) — британская певица и музыкант, основательница, вокалистка и гитаристка группы Poison Girls
- 21 июня — Нелли Богуславская (ум. 2018) — советская и белорусская эстрадная певица
- 25 июня — Елена Разумовская (ум. 2023) — советская и российская фольклористка, этномузыколог и педагог
- 30 июня — Михаил Хомицер (ум. 2002) — советский, российский и израильский виолончелист и музыкальный педагог

### Июль
- 7 июля — Андрей Абраменков (ум. 2023) — советский и российский скрипач
- 17 июля — Дайан Кэрролл (ум. 2019) — американская актриса и певица
- 18 июля — Сабахудин Курт (ум. 2018) — югославский и боснийский певец
- 20 июля — Андре Изуар (ум. 2016) — французский органист
- 29 июля
  - Пьетро Спада (ум. 2022) — итальянский пианист и музыковед
  - Петер Шрайер (ум. 2019) — немецкий оперный и камерный певец (тенор) и дирижёр

### Август
- 2 августа — Уоррен Томсон (ум. 2015) — австралийский пианист и музыкальный педагог, организатор Сиднейского международного конкурса пианистов
- 4 августа — Толибжон Бадинов (ум. 2001) — советский и узбекский актёр и певец
- 10 августа — Гия Канчели (ум. 2019) — советский и грузинский композитор и музыкальный педагог
- 12 августа — Гарри Купфер (ум. 2019) — немецкий оперный режиссёр и педагог
- 30 августа — Джон Филлипс (ум. 2001) — американский певец и композитор, лидер группы The Mamas & the Papas

### Сентябрь
- 11 сентября — Арво Пярт — эстонский композитор
- 13 сентября — Брюс Лундвалль (ум. 2015) — американский музыкальный продюсер
- 22 сентября — Виргилиюс Норейка (ум. 2018) — советский и литовский оперный певец (тенор) и музыкальный педагог
- 27 сентября
  - Николай Боярчиков (ум. 2020) — советский и российский артист балета и балетмейстер
  - Наталия Шаховская (ум. 2017) ― советская и российская виолончелистка и музыкальный педагог
- 29 сентября — Джерри Ли Льюис (ум. 2022) — американский певец, пианист и композитор
- 30 сентября — Олег Барсков (ум. 2002) — советский и латвийский виолончелист, композитор и музыкальный педагог

### Октябрь
- 5 октября
  - Хайям Мирзазаде (ум. 2018) — советский и азербайджанский композитор и музыкальный педагог
  - Жан Тер-Мергерян (ум. 2015) — французский и советский скрипач
- 10 октября — Шанкар Гхош (ум. 2016) — индийский музыкант, исполнитель на табле
- 12 октября
  - Сэм Мур — американский певец, участник дуэта Sam & Dave
  - Лучано Паваротти (ум. 2007) — итальянский оперный певец (тенор)
- 15 октября — Кара-оол Тумат (ум. 2002) — советский и российский тувинский хоомейжи
- 18 октября — Жорди Сервельо (ум. 2022) — испанский композитор
- 20 октября — Анатолий Васильев (ум. 2017) — советский и российский музыкант, основатель ВИА «Поющие гитары»
- 21 октября — Виктор Лукаш (ум. 2019) — советский и украинский звукорежиссёр, композитор и педагог
- 23 октября — Степан Шакарян (ум. 2019) — советский и армянский композитор, пианист и аранжировщик
- 24 октября — Владимир Тихонов (ум. 2000) — советский и российский артист балета
- 25 октября — Петер Комлош (ум. 2017) — венгерский скрипач и музыкальный педагог
- 26 октября — Александр Рудянский (ум. 2021) — советский и украинский композитор
- 27 октября
  - Герман Исупов (ум. 2001) — советский и украинский артист балета и балетмейстер
  - Виктор Сытник (ум. 2016) — советский и российский театральный актёр, артист оперетты и художник

### Ноябрь
- 9 ноября — Клод Кан (ум. 2023) — французский пианист
- 27 ноября — Эл Джексон-младший[англ.] (ум. 1975) — американский барабанщик, продюсер и автор песен, один из основателей группы Booker T. & the M.G.’s

### Декабрь
- 1 декабря — Элеонора Беляева (ум. 2015) — советский и российский музыкальный редактор, ведущая программы «Музыкальный киоск»
- 7 декабря — Армандо Мансанеро (ум. 2020) — мексиканский пианист и композитор
- 22 декабря — Пиппо Карузо (ум. 2018) — итальянский композитор, дирижёр, аранжировщик и продюсер
- 26 декабря — Абдул Факир — американский певец, вокалист группы The Four Tops

## Скончались

### Январь
- 3 января — Филипп Бронфин (55) — русский и советский музыкальный критик и педагог
- 19 января — Евдокия Зуиха (79) — украинская и советская народная певица
- 22 января —  Зекинья де Абреу (54) — бразильский композитор и пианист
- 28 января — Михаил Ипполитов-Иванов (75) — русский и советский композитор, дирижёр и музыкальный педагог

### Февраль
- 5 февраля — Григорий Беклемишев (54) — русский и советский пианист и музыкальный педагог
- 28 февраля — Шикинья Гонзага (87) — бразильская пианистка, композитор и дирижёр

### Март
- 3 марта — Гуго Гек (73) — немецкий, русский и советский гобоист, кларнетист и музыкальный педагог

### Апрель
- 4 апреля — Николай Дубасов (65) — русский и советский пианист и музыкальный педагог
- 5 апреля — Франц фон Вечей (42) — венгерский скрипач и композитор
- 10 апреля — Рикардо Вилья Гонсалес (61) — испанский скрипач, композитор и дирижёр
- 21 апреля — Виктор Вальтер (70) — русский скрипач, музыкальный писатель и критик

### Май
- 10 мая — Эрнст Вольф (74) — немецкий пианист и музыкальный педагог
- 17 мая — Поль Дюка (69) — французский композитор, музыкальный критик и педагог

### Июнь
- 24 июня — Карлос Гардель (44) — аргентинский певец, композитор и актёр
- 30 июня — Жигмонд Винце (60) — венгерский композитор, дирижёр и пианист

### Июль
- 16 июля — Сигизмунд Буткевич (62) — русский и польский виолончелист и музыкальный педагог

### Август
- 6 августа — Александр Винклер (70) — русский композитор, пианист, музыкальный критик и педагог

### Сентябрь
- 7 сентября — Пер Винге (77) — норвежский дирижёр, композитор и пианист
- 28 сентября — Итало Адзони (81) — итальянский музыкальный педагог, композитор и дирижёр

### Октябрь
- 1 октября — Корнелис де Вольф (55) — нидерландский органист и композитор
- 4 октября — Мария Гутхайль-Шодер (61) — немецкая оперная певица (драматическое сопрано) и музыкальный педагог
- 11 октября — Агнес Адлер (70) — датская пианистка
- 20 октября — Кёртис Браунелл (27) — американский оперный певец (тенор)

### Ноябрь
- 4 ноября — Миклош Раднаи (43) — венгерский композитор, музыкальный педагог и театральный режиссёр
- 17 ноября
  - Альфредо Барили (81) — американский пианист, композитор и музыкальный педагог итальянского происхождения
  - Баллард Макдональд[англ.] (53) — американский поэт-песенник
- 19 ноября — Леон Дюбуа (76) — бельгийский дирижёр, композитор и музыкальный педагог

### Декабрь
- 9 декабря — Нина Григ (90) — датская и норвежская оперная певица (лирическое сопрано)
- 17 декабря — Вильгельм Йераль (74) — австрийский виолончелист и композитор чешского происхождения
- 22 декабря — Софи Браслау (47) — американская оперная певица (контральто)
- 24 декабря — Альбан Берг (50) — австрийский композитор и музыкальный критик

### Без точной даты
- Яков Горский (67/68) — русский оперный певец (лирический тенор, баритон) и оперный режиссёр